# Rees Stephens
Pour les articles homonymes, voir Stephens.

a Compétitions nationales et continentales officielles uniquement.

b Matchs officiels uniquement.
John Rees Glyn Stephens, né le 16 avril 1922 à Neath et mort le 4 février 1998 à Swansea, est un joueur de rugby gallois évoluant au poste de deuxième ligne pour le pays de Galles.

## Carrière
Il dispute son premier test match le 18 janvier 1947 contre l'Angleterre, et son dernier  contre la France le 23 mars 1957. Il joue 32 matches avec la sélection nationale. Il joue également deux test matches avec les Lions en 1950 en tournée en Australie. Il évolue en club avec le Neath RFC.

## Palmarès
- Grand Chelem en 1952.
- Victoire dans le Tournoi des Cinq Nations 1947, 1954, 1955 et 1956

## Statistiques en équipe nationale
- 32 sélections
- 8 points (2 essais, 1 transformation)
- Sélections par année : 4 en 1947, 1 en 1948, 3 en 1949, 2 en 1951, 4 en 1952, 5 en 1953, 2 en 1954, 4 en 1955, 3 en 1956, 4 en 1957.
- Participation à dix Tournois des Cinq Nations en 1947, 1948, 1949, 1951, 1952, 1953, 1954, 1955, 1956 et 1957.